# Feliks Konarski

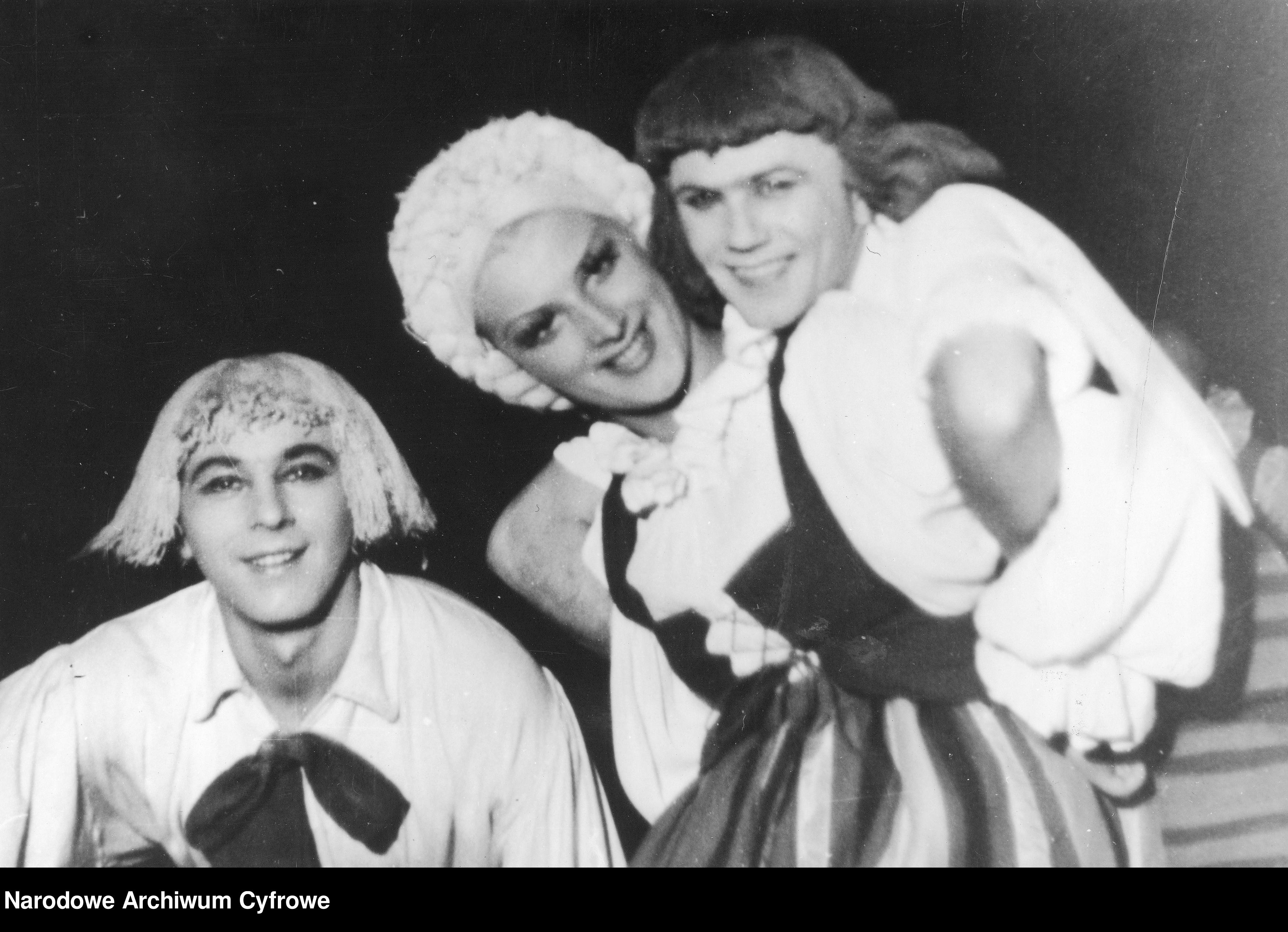
Feliks Konarski z prawej, Elżbieta Niewiadomska (w środku). Występy Czołówki Rewiowej Ref-Rena dla żołnierzy 2. Korpusu Polskiego gen. Władysława Andersa (1944-1946).

Feliks Stanisław Konarski, ps. Ref-Ren; (ur. 27 grudnia 1906?/9 stycznia 1907 w Kijowie, zm. 12 września 1991 w Chicago) – polski poeta, pisarz, aktor, pieśniarz, również piłkarz.

## Życiorys
Uczył się w gimnazjum w Kijowie. W 1921 za namową matki Wiktorii Poleckiej-Konarskiej, przedostał się do Warszawy, tutaj ukończył gimnazjum i zdobył maturę. Był piłkarzem klubu Polonia Warszawa. W 1933 poślubił znaną piosenkarkę i tancerkę Ninę Oleńską (właściwie Janina Piwocka, ps. „Ochotniczka Helenka”), z którą w związku małżeńskim przeżył pół wieku (zmarła w 1983).
W 1934 przeniósł się do Lwowa, gdzie założył teatr rewiowy z którym jeździł po całej Polsce. Przed II wojną światową napisał wiele wierszy, w tym słynne teksty popularnych piosenek: Wiosna, wiosna jest nareszcie, Gdzie twój tata, smarkata (wyk. Zula Pogorzelska), Pięciu chłopców z Albatrosa (wyk. chór rewelersów Eugena, Lwów, 1936), polka Strażak (Tu się pali jak cholera...), Zagraj Antoś tango.
Po zajęciu Lwowa przez Armię Czerwoną wraz ze swoim teatrem jeździł z występami po różnych miastach ZSRR, m.in. w 1941 zawitał ponownie po 20 latach do Kijowa, gdzie odwiedził swoją matkę (ojciec już nie żył, a młodszy brat został wywieziony na Syberię). W momencie ataku Niemców na ZSRR przebywał w Moskwie.
W 1941 wstąpił do Armii Polskiej gen. Andersa, z którą 1 kwietnia 1942 wyruszył przez Persję, Irak, Palestynę i Egipt do Włoch. Podczas tej drogi stworzył teatr Polska Parada. Był autorem słów do słynnej pieśni Czerwone maki na Monte Cassino, muzykę do niej skomponował polski kompozytor Alfred Schütz.
Feliks Konarski tak wspominał powstanie tej pieśni:

Położyłem się na łóżku i zamknąłem oczy, zapadłem w półsen. I właśnie wówczas, nagle zaczęły mi się układać pierwsze linijki tekstu »Czy widzisz te gruzy na szczycie / Tam wróg twój się ukrył jak szczur / Musicie, musicie, musicie / Za kark wziąć i strącić go z chmur«. […] Zanotowałem dwie zwrotki i zaraz potem, w środku nocy obudziłem Fredka (Alfreda Schütza). Byłem jak w gorączce. Pokazałem mu tekst i kazałem pisać muzykę. On patrzył się na mnie jak na wariata, ale usiadł przy pianinie i… zaczęła układać się melodia – powstawała bardzo szybko i jakby bardzo naturalnie. Wkrótce potem obudziłem resztę zespołu i jeszcze w nocy zrobiliśmy pierwszą próbę… Można by zatem powiedzieć, że »Czerwone maki« zakwitły w nocy.

Gdy okazało się, że odtworzenie Polski w jej przedwojennym kształcie nie jest priorytetem państw koalicji antyhitlerowskiej, napisał wiele wierszy na ten temat, np. wiersz Jałta.
Po wojnie pozostał na emigracji i zamieszkał wraz z żoną w Londynie, skąd często oboje podróżowali po Anglii, Szkocji, Francji i Niemczech w celu spotykania się z polskimi żołnierzami. W Londynie był jednym z organizatorów polskiego emigracyjnego życia artystycznego, m.in. wraz ze słynnym lwowiakiem Marianem Hemarem przygotował ponad 30 premier widowiskowych. W początkach lat 50., jednym ze swoich wierszy doprowadził do zaprzestania zagłuszania polskiej audycji zachodniej rozgłośni – Poszukiwania rodzin, która przyczyniała się do odnajdywania zaginionych podczas wojny Polaków przez najbliższych.
Był konserwatystą, czego nigdy nie ukrywał, a wręcz eksponował w swoich wierszach.
W 1965 wraz z żoną przeniósł się na stałe do Chicago, gdzie podczas swoich rewii objeżdżał dwa razy do roku skupiska Polaków. Prowadził swój stały program radiowy, w którym eksponował kulturę przedwojenną jednocześnie wyszydzając nowe „gwiazdy” PRL, zarzucając im zagłuszanie sytuacji w powojennej Polsce – czyli powszechnego narodowego zakłamania względem władzy komunistycznej i odejście od narodowych tradycji.
Do końca życia był aktywny twórczo, zmarł 12 września 1991 kilkanaście dni przed planowanym przyjazdem do Polski, w której nie był od 1939. Pochowany został 16 września, żegnany przez tłumy Polaków, spoczął w żołnierskiej kwaterze na cmentarzu Maryhill w Niles koło Chicago, obok żony i kolegów spod Monte Cassino.
Aleksandra Ziółkowska-Boehm w książce Korzenie są polskie (Warszawa, 1992) poświęciła Feliksowi Konarskiemu rozdział zatytułowany: Ref-Ren – piosenkarz Drugiego Korpusu.

## Ordery i odznaczenia
- Krzyż Komandorski Orderu Odrodzenia Polski (1990)[5]
- Złota odznaka honorowa Koła Lwowian w Londynie (1970)[6]